# Таркки, Ииро
Ииро Таркки (фин. Iiro Tarkki; 1 июля 1985 года, Раума) — бывший финский хоккеист, вратарь. Воспитанник клуба «Лукко». 31 декабря 2015 года завершил профессиональную хоккейную карьеру.

## Карьера

### Клубная
Ииро Таркки являлся воспитанником «Лукко». В 2006 году он перешёл в «СайПа». В своём дебютном матче за «СайПа» Ииро играл против своего старшего брата Туомаса, который играл за «Оулу». Это был первый случай в истории СМ-Лиги, когда два брата играли друг против друга, занимая посты голкиперов команд.
В течение сезона 2007–2008 Таркки продлил свой контракт с «СайПа» на 2 года. Весной 2009 года он перешёл в другой клуб СМ-Лиги «Эспоо Блюз».
6 мая 2011 года Ииро подписал годичный контракт с клубом Национальной хоккейной лиги «Анахайм Дакс». 8 января 2012 года Таркки провёл свой первый и единственный матч в НХЛ, его дебют пришёлся на матч против «Коламбус Блю Джекетс», поле того как основной вратарь Йонас Хиллер получил травму в конце первого периода. Он привёл «Дакс» к победе со счётом 7–4.
5 мая 2012 года стало известно, что Ииро Таркки стал игроком ХК «Салават Юлаев», контракт рассчитан до мая 2014 года..
18 ноября 2013 года подписал контракт со шведским  «Линчёпингом» сроком на один год.
31 декабря 2015 года руководство клуба Oulun Kärpät объявило прессе о расторжении контракта с Таркки, после чего последний немедленно завершил карьеру.

### Международная
В составе сборной Финляндии Ииро Таркки в период с 2009 по 2010 года провёл 16 матчей. В апреле 2008 года он играл в Риге против сборной Латвии. Таркки был вызван в сборную на чемпионат мира 2010 в качестве третьего голкипера.

## Личная жизнь
У Ииро есть старший брат Туомас, профессиональный хоккеист, также играл на позиции вратаря. Есть жена Марьюкка и двое детей. Старший сын Ээмиль Таркки и младшая дочь Ээви Таркки.

## Статистика выступлений
| Сезон       | Команда        | Лига    | Игр | В    | ПШ  | "0"  | КН   |
| ----------- | -------------- | ------- | --- | ---- | --- | ---- | ---- |
| 2004–05     | Лукко          | СМ-Лига | 1   | 20   | 0   | 1    | —    |
| 2006–07     | СайПа          | СМ-Лига | 2   | 120  | 7   | 0    | 3.50 |
| 2007–08     | СайПа          | СМ-Лига | 40  | 2345 | 184 | 3    | 2.42 |
| 2008–09     | СайПа          | СМ-Лига | 48  | 2784 | 138 | 1    | 2.97 |
| 2009–10     | Эспоо Блюз     | СМ-Лига | 54  | 3227 | 131 | 2    | 2.44 |
| 2010–11     | Эспоо Блюз     | СМ-Лига | 55  | 3218 | 112 | 5    | 2.09 |
| 2011–12     | Сиракьюз Кранч | АХЛ     | 49  |      |     |      | 2.45 |
| 2011–12     | Анахайм Дакс   | НХЛ     | 1   | 41   | 3   | —    | 4.41 |
| 2012-13     | Салават Юлаев  | КХЛ     | 18  | 8    | 45  | 1    | 2.50 |
| 2013-14     | Салават Юлаев  | КХЛ     | 4   | 1    | 13  | 0    | 3.13 |
| Всего в КХЛ | Всего в КХЛ    | 57      | 28  | 138  | 6   | 2.43 |      |